# آني غابريللي
آني غابريلي روليم سواريس (بالبرتغالية: Any Gabrielly Rolim Soares) (ولدت في 9 اكتوبر 2002) هي مغنية، مدبلجة، راقصة، ممثلة، عارضة ومؤثرة رقمية برازيلية. عُرفت لدبلجتها شخصية موانا في النسخة البرازيلية لفيلم ديزني موانا. هي العضوة السادسة في فرقة البوب العالمية ناو يونايتد كممثلة لدولة البرازيل.
1. ↑   https://g1.globo.com/pop-arte/musica/noticia/2020/09/16/any-gabrielly-lembra-reality-para-entrar-no-now-united-foi-tipo-uma-entrevista-de-emprego.ghtml. {{استشهاد ويب}}: |url= بحاجة لعنوان (مساعدة) والوسيط |title= غير موجود أو فارغ (من ويكي بيانات) (مساعدة)